# Bhandārdaha
Bhandārdaha är en ort i Indien.   Den ligger i distriktet Haora och delstaten Västbengalen, i den östra delen av landet, 1 300 km sydost om huvudstaden New Delhi. Bhandārdaha ligger 11 meter över havet och antalet invånare är 5 079.
Terrängen runt Bhandārdaha är mycket platt. Runt Bhandārdaha är det mycket tätbefolkat, med 8 045 invånare per kvadratkilometer. Närmaste större samhälle är Calcutta, 18,5 km öster om Bhandārdaha. Trakten runt Bhandārdaha består till största delen av jordbruksmark.